# RoboCup

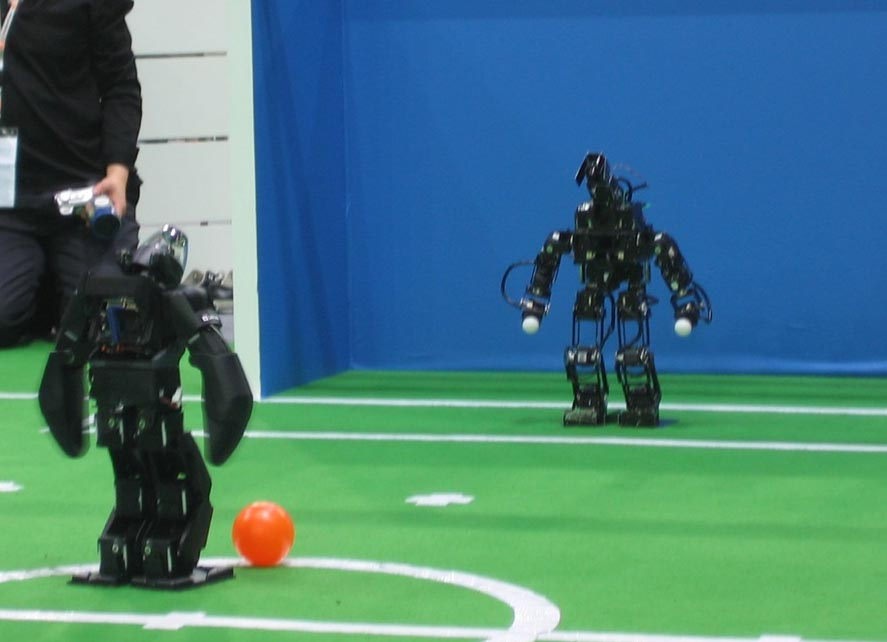
Un momento della manifestazione

RoboCup è un'iniziativa ideata nel 1993 e avviata a partire dal 1997 con l'obiettivo di realizzare, entro il 2050, una squadra di robot umanoidi autonomi in grado di sfidare e, possibilmente, battere la squadra di calcio campione del mondo.
Successivamente, oltre al gioco del calcio, sono state considerate altre discipline: Junior, Rescue, @Home, Industrial.

## Edizioni
I primi campionati di RoboCup (Robot World Cup Initiative) si sono svolti nel 1997 in Giappone.
- 1997 Nagoya, Giappone
- 1998 Parigi, Francia
- 1999 Stoccolma, Svezia
- 2000 Melbourne, Australia
- 2001 Seattle, Stati Uniti
- 2002 Fukuoka, Giappone
- 2003 Padova, Italia
- 2004 Lisbona, Portogallo
- 2005 Osaka, Giappone
- 2006 Brema, Germania
- 2007 Atlanta, Stati Uniti
- 2008 Suzhou, Cina
- 2009 Graz, Austria
- 2010 Singapore, Singapore
- 2011 Istanbul, Turchia
- 2012 Città del Messico, Messico
- 2013 Eindhoven, Paesi Bassi
- 2014 João Pessoa, Brasile
- 2015 Hefei, Cina
- 2016 Leipzig, Germania
- 2017 Nagoya, Giappone
- 2018 Montreal, Canada
- 2019 Sydney, Australia
- 2021 Evento virtuale; l'edizione 2020 (che si sarebbe dovuta tenere a Bordeaux) è stata cancellata e rimandata all'anno successivo causa COVID-19
- 2022 Bangkok, Thailandia
- 2023 Bordeaux, Francia
- 2024 Eindhoven, Paesi Bassi

## Categorie
Al torneo internazionale della RoboCup i giocatori e i team possono appartenere a diverse tipologie di categorie. Queste sono suddivise in relazione alle dimensioni del robot con il quale si partecipa, alla complessità di quest'ultimo o in funzione al tipo di finalità progettuale del robot.
Le categorie sono:
- RoboCupSoccer: categorie di robot studiati e realizzati con lo scopo di sostenere una competizione di tipo calcistico;
- RoboCupRescue: categoria nella quale i robot devono operare soluzioni di identificazione e soccorso;
- RoboCup@Home Archiviato il 14 aprile 2009 in Internet Archive.: categoria per robot che devono operare all'interno di un ambiente domestico ed interagire con l'uomo.
- RoboCupIndustrial: categoria di robot utili in compiti industriali (logistica, manifattura, ecc.)

Ogni categoria si articola in più sotto-categorie. Questa ulteriore suddivisione è dettata dalla tecnologia o dalla modalità di
svolgimento delle singole competizioni.
La RoboCupSoccer si articola in:
- Humanoid League: nata nel 2002 è nota anche come robotica umanoide. Robot con sembianze umane cooperano, in modo autonomo, tra di loro in una partita di calcio;
- Standard Platform League: categoria di robot umanoid standard (tutte le squadre usano gli stessi tipi di robot);
- Middle Size Robot League: cinque robots, per squadra, movimentati su ruote, interagiscono tra di loro all'interno di un campo di calcio ridimensionato;
- Small Size Robot League: versione ridotta della Middle Size Robot League;
- Simulation League: lega nella quale si virtualizzano partite di calcio su ambienti di simulazione puramente software. Scopo di questa lega è quello di analizzare, in modo più dettagliato, tecnologie di intelligenza artificiale, molte volte riprese e/o modificate dai team delle altre leghe.

Durante le manifestazione della RoboCup si svolge anche una edizione riservata ai giovani RoboCup Junior che prevede oltre il soccer e la rescue altri tipi di categorie

## Regolamento
Alcune regole della categoria dei robot di media taglia sono:
- La palla, dal diametro minimo di 21 cm, è arancione.
- Ogni dimensione non deve superare i 63 cm.
- Il peso dei robot non deve essere superiore a 80 kg.
- La squadra di calcio deve essere composta da almeno 2 giocatori (6 al massimo), di cui uno identificato come portiere.